# تری الیس
تری الیس (انگلیسی: Terry Ellis؛ زادهٔ ۵ سپتامبر ۱۹۶۳) یک موسیقی‌دان اهل ایالات متحده آمریکا است. وی از سال ۱۹۸۹ میلادی تاکنون مشغول فعالیت بوده‌است.